# شبح‌بیدان آمازونی
شبح‌بیدان آمازونی (نام علمی: Neotheora) نام یک سرده از راسته پروانه‌سانان است.